# Euhesma maura
Euhesma maura là một loài Hymenoptera trong họ Colletidae. Loài này được Cockerell mô tả khoa học năm 1927.

## Hình ảnh

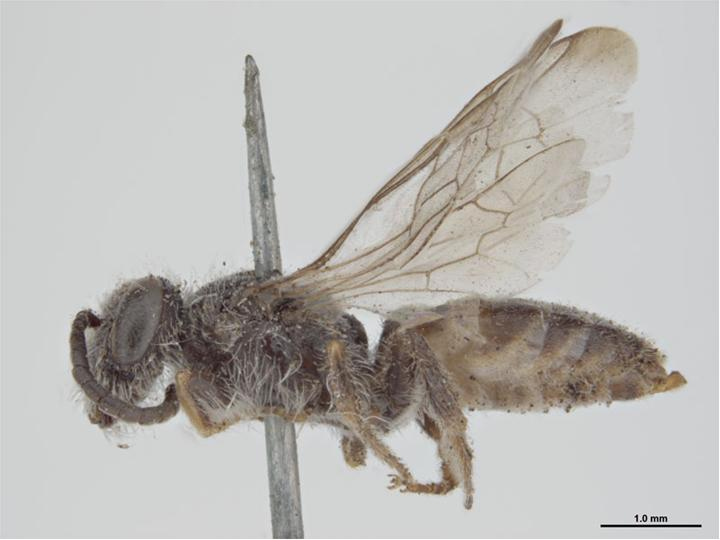